# 西村勇 (医師)
西村 勇（にしむら いさむ、1941年1月31日 -）は、日本の医師、著述家。元通産官僚・特許庁審査官。

## 人物
名古屋大学工学部を卒業し、通商産業省に入省して官僚生活を送った後、金沢大学で医学を学んで医師免許を取得し、へき地医療に身を投じたという特異な経歴を持つ。
2012年10月1日、それまで赴任した医師が3代連続して1年以内に職を辞していた秋田県北秋田郡上小阿仁村の上小阿仁国民健康保険診療所の所長に就任し、話題となったが、わずか1か月で、体調不良を理由に辞意を表明した。

## 略歴
- 1941年（昭和16年） - 三重県伊勢市生まれ[4]。
- 1963年（昭和38年） - 名古屋大学工学部応用化学科卒業[4]。
- 1966年（昭和41年）4月 - 通商産業省入省[4]。
- 1969年（昭和44年） - 特許庁審査官[4]。
- 1982年（昭和57年） - 金沢大学医学部卒業[1]。医師登録。
- 1993年（平成5年）
  - 愛媛県西宇和郡瀬戸町の瀬戸町御大久診療所長退職[1]。
  - 北海道十勝支庁河東郡音更町の音更町国民健康保険診療所赴任[1]。
- 2007年（平成19年） - 臨床医、哲学者[4]。
- 2012年（平成24年）
  - 10月1日 - 秋田県北秋田郡上小阿仁村の上小阿仁国民健康保険診療所の所長に就任[2]。
  - 11月 - 上小阿仁村に辞意を表明

## 著書
- 人間現象の哲学的および実験的研究（文芸社、2007年7月）